# 大和川付替え

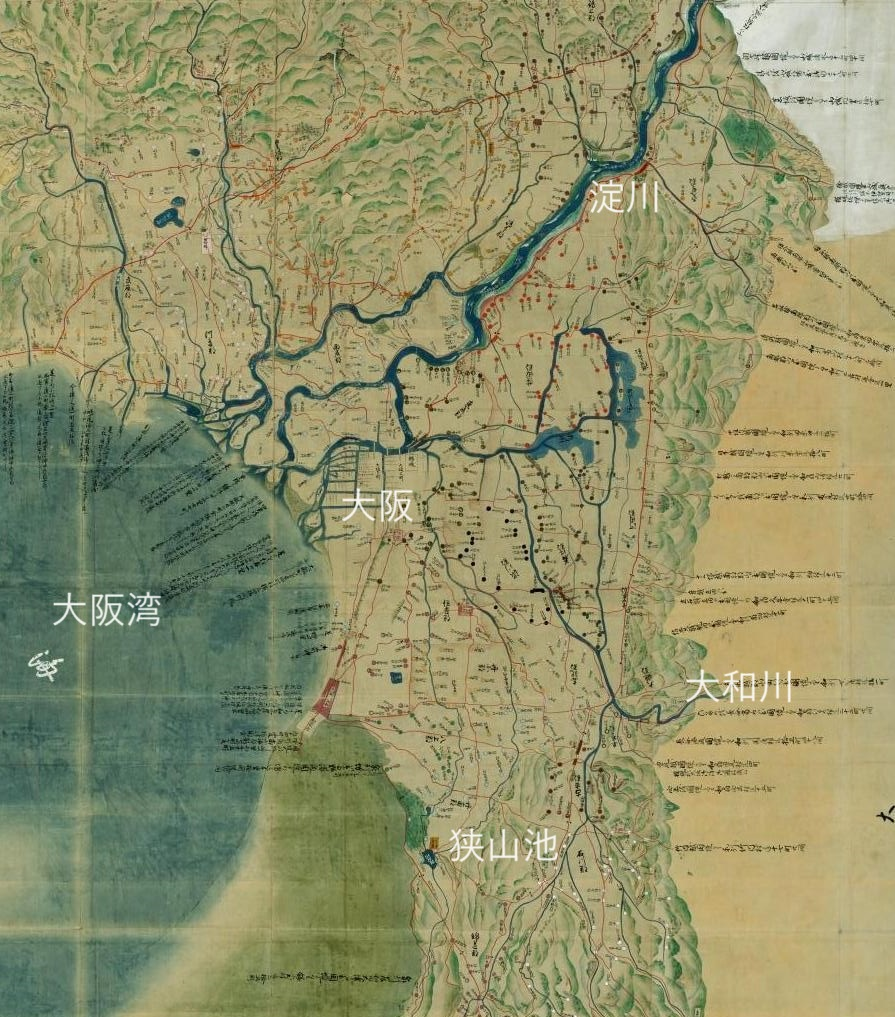
17世紀の摂津河内国絵図の一部、淀川も大和川も流路が現在と異なる

大和川付替え（やまとがわつけかえ）とは、江戸時代の1704年（宝永元年）2月27日に着手され、同年10月13日に完了した、大和川の流路を大幅に変更した改修工事。付け替え前の大和川は現在の柏原市にあたる石川との合流点から幾筋もの河川が北または北西側に流れ、最終的には大阪城の近くで当時の淀川に合流していた。河内国の大和川流域一体は低湿地で、17世紀に入って大和川水系の氾濫・洪水が多発したため、江戸幕府が主体となって西向きに流路を変更する新しい河道を造り、大和川は淀川から独立して直接大阪湾に流れ込むようになった。

## 大和川流路の特徴
大和川は奈良県から大阪府へ流れる川で、奈良県側では奈良盆地の河川をすべて集めて、府県境にある生駒山地と金剛山地の間の峡谷亀の瀬を通って大阪平野に出る。現在の大和川は亀の瀬を出ると西に向かって上町台地を横断し堺市の北で大阪湾に入る。大阪府内で大和川に流入する河川は南側（左岸）のみである。

### 奈良県内の大和川
大和川の源流は奈良盆地の東側にある大和高原の天理市福住付近にあり、初瀬の渓谷を南流して長谷寺から西に向きを変え三輪山の南を通って奈良盆地に入る。大和川は河川法上では桜井市から大阪湾までを指すが、盆地に入るまでの上流部は「初瀬川」と呼ばれることがある。奈良盆地を西に向かって流下しながら、北側（右岸）から佐保川・富雄川・竜田川（生駒川）、南側（左岸）から寺川・飛鳥川・曽我川・葛城川・高田川・葛下川を合流し、奈良盆地の水をすべて受けて、奈良県と大阪府の府県境となる亀の瀬の峡谷を流下する。奈良盆地を取り巻く山地の表層は花崗岩が風化した砂質のマサ土で覆われており、その厚さは数十メートルに及ぶ。マサ土は浸食を受けやすく、大雨が降ると多量の土砂が流出することが多い。

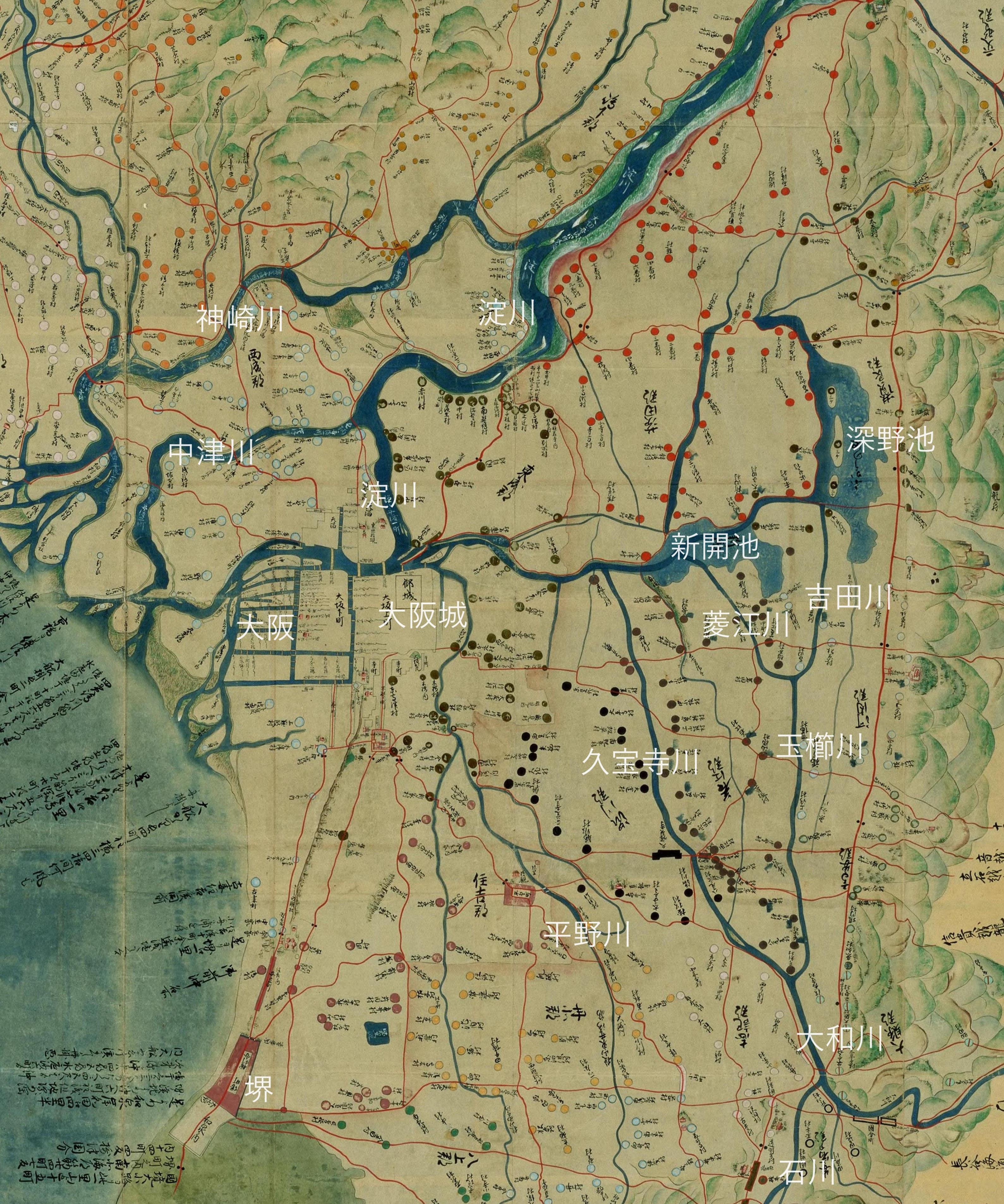
17世紀の摂津河内国絵図の一部、旧大和川の流域を拡大。旧大和川は河内平野を北上して分流し、大阪城の北で淀川に合流した。

### 付替え前の大阪府内の大和川
亀の瀬の峡谷を抜けて大阪平野に出た大和川は、現在は西に進んで大阪湾に向かうが、1704年に付替えが行われる前は分流しながら河内平野を北や北西に流れていた。大阪平野に出てすぐに南側（左岸）から石川が合流する。当時はこの合流点のすぐ下流で北向きに流れを変え、現在の八尾市二俣で北に向かう玉櫛川（玉串川）と北西に向かう久宝寺川（長瀬川）に分かれた。支流の中では久宝寺川が主流とみられるが、付替え当時は天井川であった。玉櫛川も典型的な天井川で、河内平野を北流したあと吉田川と菱江川に分流する。吉田川は北流して深野池に流れ込み、菱江川は北西に向かい深野池の西側（下流側）にある新開池の水を併せて久宝寺川に流れ込む。そのほか、河内平野の田畑を灌漑した水を集めた下記の河川も最終的には久宝寺川に流れ込んだ。
- 恩智川 - 玉櫛川より東側の生駒山地からの水を集めて深野池に流入していた[注釈 4]。
- 楠根川 - 大和川の支流で、玉櫛川と久宝寺川の間の平野を流れていた。この地域の灌漑と排水に使われていた。
- 平野川 - 久宝寺川の西側を北上していた川で、河内南部の丘陵地から流下する複数の河川と久宝寺川からの取水によって、この一帯の灌漑と排水および船運に使われていた。

また大和川水系とは別の寝屋川も北から久宝寺川に合流して、大阪城の北で淀川に合流した。なお河内平野を流れる大和川は歴史上幾度も洪水と氾濫を繰り返して、その結果流路がたびたび変遷してきたことが発掘調査から判明しているが、13世紀ごろに旧大和川水系の流域全体に連続した堤防を築いて流路を固定したと推定されている。この結果16世紀になって川床の土砂堆積が進み、天井川化が進行した。

## 大和川氾濫の歴史と付替えに至る経緯
大和川は古代から頻繁に氾濫して被害を出していることは続日本紀・日本後紀・続日本後紀・日本三大実録などの正史に記載されており、そのたびに修復が繰り返されてきた。和気清麻呂は抜本的対策として延暦年間（786から806年）に上町台地を掘削して大和川の水を大阪湾に直接流す流路切り替えを試みるが達成できなかった。江戸時代に入って氾濫が繰り返し発生したため、河内在住の住民から「川違え」（付替え工事）の嘆願がしばしば出されるようになった。1638年以降の大和川流域の堤防決壊の様子と幕府の対応を時系列で示す。付替えを訴えていたのは玉櫛川や久宝寺川沿いの河内郡・若江郡・讃良郡・茨田郡・高安郡などの村々で、付替えに反対したのは新川の流域となる志紀郡・丹北郡・住吉郡の村々であった。
- 1638年（寛永15年） - 堤防決壊1か所
- 1639年（寛永16年） - 幕府は大和川の川違えを決めるが、川筋の村々からの反対で沙汰止みとなった[19]。
- 1652年（承応元年） - 堤防決壊1か所
- 1657年（明暦3年） - 河内郡芝村の三郎左衛門や吉田村の治郎兵衛が江戸に下り、「川違え」（大和川の付替え）を願い出る。後に促進派の中核人物になる中甚兵衛は19歳であったが、この年に江戸に出て16年滞在した[20]。
- 1660年（万治3年） - 勘定奉行岡田善政と大和小泉藩主片桐貞昌が検分に訪れ、付替え工事予定地に杭を打つが、新川に相当する区域の住民の反対運動を受けて、工事は実施されなかった。なお翌年新開池の排水機能を高めるために六郷井路が完成した。
- 1671年（寛文11年） - 前年に発生した木津川河口の大水害を受け、旗本の永井直右と藤掛永俊が工事予定地区の検分を行い杭を打った。今回も新川が予定される住民は反対運動を実施し、翌年「付替えは行わない」との決定が下った。
- 1674年（延宝2年） - 堤防決壊35か所、「寅年洪水」と呼ばれた大水害で、淀川も氾濫して河内平野は水浸しになり、大阪市中や和泉国まで水害が広がり多数の死人が出た[21]。
- 1675年（延宝3年） - 堤防決壊19か所
- 1676年（延宝4年） - 堤防決壊10か所、同年大阪西町奉行彦坂重紹と船手頭の高林又兵衛が検分を実施、新川に予定された29か村の住民は詳細な付替え工事反対嘆願書を作成して大阪西町奉行所に提出し、さらに江戸直訴に及んだ。
- 1681年（延宝9年） - 堤防決壊6か所
- 1683年（天和3年） - 堤防決壊7か所。同年若年寄稲葉正休、大目付彦坂重紹、勘定頭大岡清重が摂津河内両国内の水路巡検を実施、河村瑞賢と伊奈半十郎が随行した。検討の結果、「洪水の原因は水源の山々が砂土でできていて、木々を伐採したために多量の砂が流れ出て下流をふさいだことで、海に出る河口を広くすれば新川を造る必要はない」となり、これに応じて翌年に河村瑞賢が安治川を開削した。
- 1686年（貞享3年） - 堤防決壊3か所
- 1687年（貞享4年） - 大和川筋の住民が「50年間の洪水記録」を添えて嘆願書を大阪町奉行に提出[22]。
- 1703年（元禄16年） - 4月堺奉行万年長十郎と小野朝之丞が新川予定筋を検分、この際に随行した中甚兵衛に工事費用を質問する[22]。5月に若年寄稲垣重富、大目付安藤重玄、勘定奉行萩原重秀が「京都・長崎等の巡察」の帰路に大阪に立ち寄り新川筋を検分。新川筋の住民は工事反対の嘆願を行ったが受け入れられず、10月28日に幕府は大和川の付け替えを正式決定した。

### 土砂による大和川の川床上昇
1683年の幕府による検分では、水害の原因が上流からの土砂の流下によるものとされたが、1675年（延宝3年）の中家文書にはそれを裏付けるデータとして、当時の川床の上昇の様子が記されている。
- 1626年から75年までの50年間に川床が3.6メートル上昇した。そのうち最近10年で1.8メートルの上昇があった。
- 1626年当時は田地は川よりも0.3から2メートル高かったが、1675年には逆に川筋の方が田地より1.5から3メートル高い天井川となった[24]。

また1689年（元禄2年）に河内の河内郡、若江郡、讃良郡、高安郡が連署した公儀への訴状では、「新開池や深野池では池底が本田よりも約3メートル高くなった」との記載がある。この大量の土砂は大和川水系の水源から流れて来たものであるが、16世紀末から17世紀にかけて豊臣秀吉による大阪城や大阪の街の建設、京都の聚楽第や伏見城の建設、豊臣秀長の大和郡山城の建設、豊臣家滅亡後の幕府による大阪城や大阪の街の再建、二条城の建設などに各地で大量の木々が伐採され石材が採られた。その結果この時期に近畿の各地で河川の氾濫が起こったが、大和川の場合はその影響が非常に大きかったとされる。幕府はその対策として「大和・山城・伊賀三か国の山中で木の根を掘り取っているため、淀川と大和川の洪水時に土砂が流れ込んで川床に堆積する。今後大和・山城・伊賀三か国の山中では木を伐採しても木の根を掘り取ってはいけない。また苗木を継続的に植えるように」という指示を1660年（万治3年）に三老中稲葉正則、阿部忠秋、松平信綱の連名で出しており、その後も同様の指示「山川掟」が幕府から繰り返された。

## 付替え工事の内容
新川は大和川と石川の合流点から西に向かって工事を行い堺の町の北で大阪湾に達するもので、途中で瓜破台地と上町台地を横切る必要がある。台地掘削の工事量の削減のために瓜破台地の北辺を迂回し、既存の灌漑地である依羅池の窪地を利用するルートを取っているので、河道は直線ではなくカーブしている。両台地以外では盛土で築堤を行った。付替え前の久宝寺川は中間地点の佐堂地点で川幅が200メートルで堤防高さ3.5から5.1メートル、玉櫛川は上流部分で川幅164メートルで堤防高さ1から3メートルであった。これに対し新川の幅は100間（約180メートル）堤防高さは左岸側（南側）が4.5メートル右岸側（北側）が5.5メートルとされた。これは工事予定の地盤が南側が高く北側が低いことや、川筋が北に凸の形で流れるので、水流が北側に強く当たることを考慮したと考えられる。なお全長14.3キロメートルのうち掘削部が5.5キロメートル、盛土部が8.8キロメートルだった。工事途中の見積もりでは掘削する土量が133万立方メートル、盛土は121万立方メートルとほぼ同量と見積もられており、無駄のない工事を実施するように計画されていた。全長14.3キロメートルの本体工事の他に下記の付帯工事も並行して実施した。
- 南側の丘陵地帯から北の河内平野へ流れていた複数の河川が新川の堤防で分断される対策として、新川堤防の南側に排水用の新しい水路（全長13.2キロメートルの落堀川）を開削して水を導き、新川の河口近くで合流させた。
- 上記に関連する河川の流路の変更。
- 新川から周囲の田畑に灌漑用水を供給するための「用水樋」62か所の設置。
- 大阪の市街から大和国方面への水運確保のために、大阪湾沿いの既存水路（十三間川）を1.8キロメートル延伸。

### 工事の施行
工事は新川の上流部分である船橋村から川辺村まで5.7キロメートルを幕府直轄の公儀普請とし、前年に新川筋を検分した若年寄の稲葉重富を堤奉行に任命し、その下に勘定奉行を萩原重秀と中山時春の2名、普請奉行に大久保忠香と伏見為信の2名を置いた。そこから下流の河口までの8.6キロメートルは姫路藩主本多忠国（15万石）による御手伝普請として、1704年（宝永元年）2月27日に着手された。しかし3月21日に姫路藩主が急死したため工事が中断。4月1日に姫路藩が工事施行中の1.1キロメートルを除く7.5キロメートルについて3等分し、上流から和泉国岸和田藩主岡部長泰（5.3万石）、摂津国三田藩主九鬼隆久（3.6万石）、播磨国明石藩主松平直常（6万石）が各2.5キロメートルの工事を分担することが決まり、4月下旬に工事が再開された。6月28日には姫路藩未施工部分の工事と付帯工事を行うために大和国高取藩主植村家敬（2.5万石）と丹波国柏原藩主織田信休（2万石）が御手伝大名として追加された。10月13日に旧大和川が締切られ、新川への切り替えが行われ、工事は224日で終了した。工事に携わった人数は延べ245万人あるいは250万人とされている。幕府直轄の区域の工事は普請奉行の下に大阪の代官や手代が工事に携わり、御手伝普請工事の区域では各大名家の家臣が工事に当たった。実際の作業はこれらの武士から地元の有力農民が工事を請け負い、それを大阪などの土木業者に下請けし、この業者が作業員を集めて工事を行った。工事の総費用は71,503両余であったが、そのうち37,503両余を幕府が負担し、残額34,000両余は助役した藩の負担となった。なお、工事完了の翌月に中甚兵衛が名字帯刀を許されている。

### 新川工事による田畑の消長
新川の流路となったり付帯工事の影響で使用できなくなった田畑の面積は274町6反余り、石高にして3,710石であった。該当する村の農民には居村のできるだけ近い場所に代替地が渡されたが、代替地が遠い村ではその土地を利用せずに売却する場合もあった。一方旧大和川の水系では広大な川床が多くあったが、工事後は大和川からの取水は耕作に使用する量に限られたため、必要な川幅は用水路の幅だけとなった。また洪水時の遊水機能を担っていた深野池や新開池も必要が無くなった。幕府はこれらの土地を大阪町人や寺院や農民に請け負わせて開発し、面積1,168町3反あまり、石高10,953石余りの新田が開かれた。これは工事で失った耕地に対して面積で4.3倍、石高で3倍に上った。現在も地名が残っている鴻池新田は大阪の両替商鴻池善右衛門が新開池の跡地159町・1,700石を開発したものである。また東本願寺は深野池の跡地に深野新田・深野南新田・深野北新田を請負い、延べ面積217町・2,440石の新田を開発した。開発に際し幕府は新田開発請負人から地代金を徴収したが、その総額は幕府が支出した工事代金と同額の3万7千両余りであり、付替え工事が事前に十分計算された上で実施されたことがうかがえる。

## 工事後の状況
新大和川の完成によって水害に悩まされていた右岸一帯の状況は大幅に改善したが、左岸地域は南の丘陵地から流下する河川の排水の問題が発生した。当初から対策としてこれらの河川の水を大和川に沿って下流に流すべく新大和川の堤防の南側を並行する落堀川が開削されたが十分でなく、付替え以後に浸水が頻発した記録が残っている。

### 綿作との関係
摂津の平野郷周辺では、付替え工事前の承応期から綿作が盛んであったが、大和川の付け替えによって従来使用していた狭山池の用水路が新川で分断されて使えなくなった。そのため稲作に比べて水の使用量が少ない綿作がいっそう盛んになったとされる。

### 船運への影響
大和国や河内平野の物資を大阪に運ぶ船は、旧大和川流域を運行する剣先船と平野川を運行する柏原船があった。付替え工事後は柏原船は従来通り平野川を運行し、剣先船は新大和川を運行したが、新大和川は遠回りになるうえ大雨の時以外は水量が少なく水深も浅かったため運行には困難があり、日数も余計にかかるようになった。

### 堺の町への影響
16世紀後半、堺は明や南蛮などとの海外貿易の中心的な町としておおいに繁栄していたが、16世紀末に貿易拠点は博多へ移り、また豊臣秀吉によって堺の大商人が大阪に移され、商業都市としての堺の地位は低下した。さらに江戸時代に入って諸藩の蔵屋敷が大阪に建てられ堺の地位は相対的に低下していた。大和川付け替えによって新川から流出する土砂が河口南側の堺港に堆積し、防波堤の亀甲石堤も土砂に埋没するようになった。堺は1710年（宝永7年）港の浚渫を繰り返し、防波堤を修復して延長したが、入港する船は堺を避けて大阪や尼崎の港へ向かい、堺港の利用は減少していった。一方新大和川河口部には新川からの土砂がたまった洲を開発して新田とする工事が継続して行われた結果、近世末期には新川の河口が工事完成時に比べて2.6キロメートル沖の方向へ伸びた。

## ギャラリー

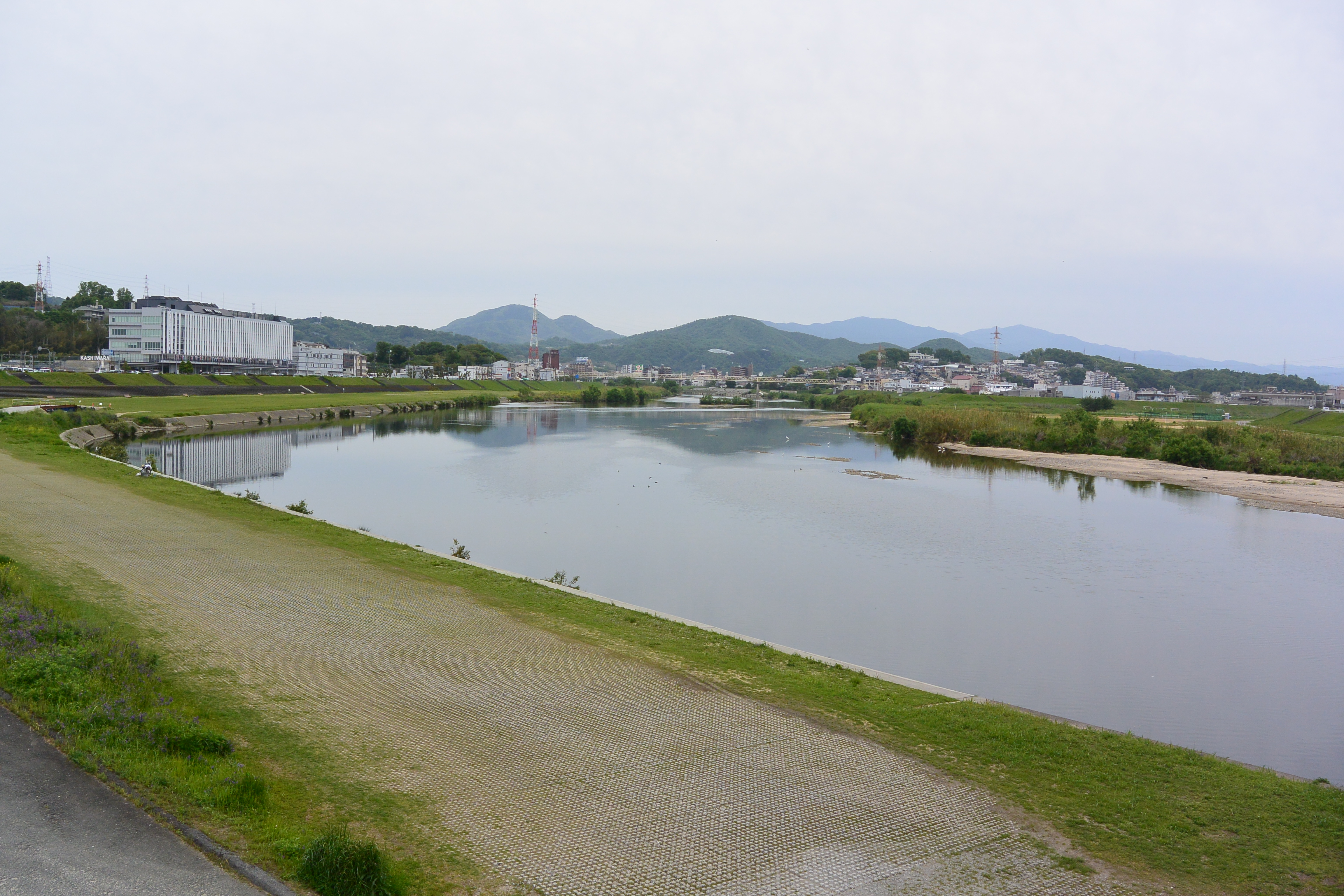
大阪府柏原市の大和川右岸から上流を望む、付替え前の旧大和川は屈曲部から左（北向き）に流れていた
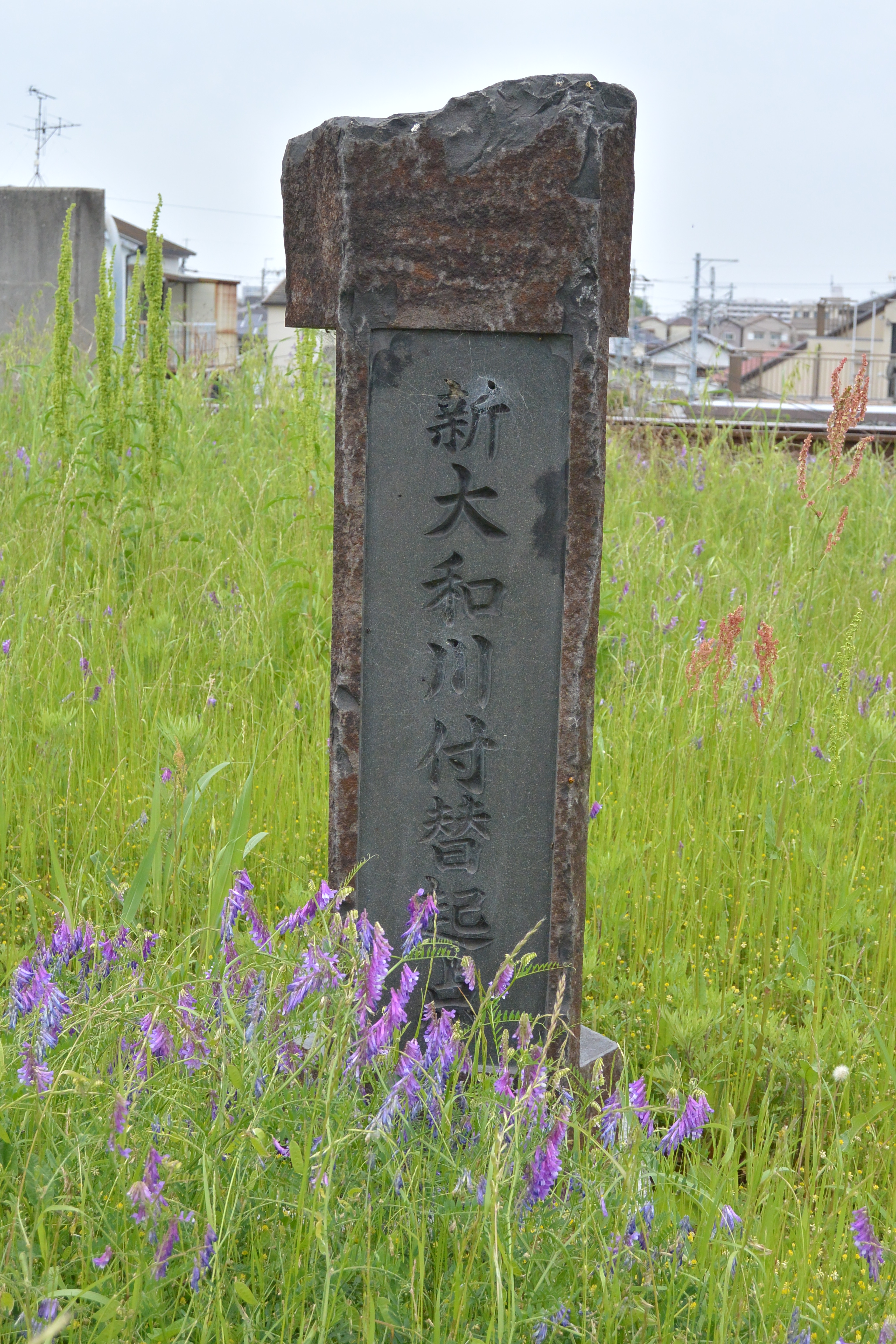
大和川左岸の藤井寺市にある「新大和川付替起点」の碑、後ろを近鉄道明寺線が走る
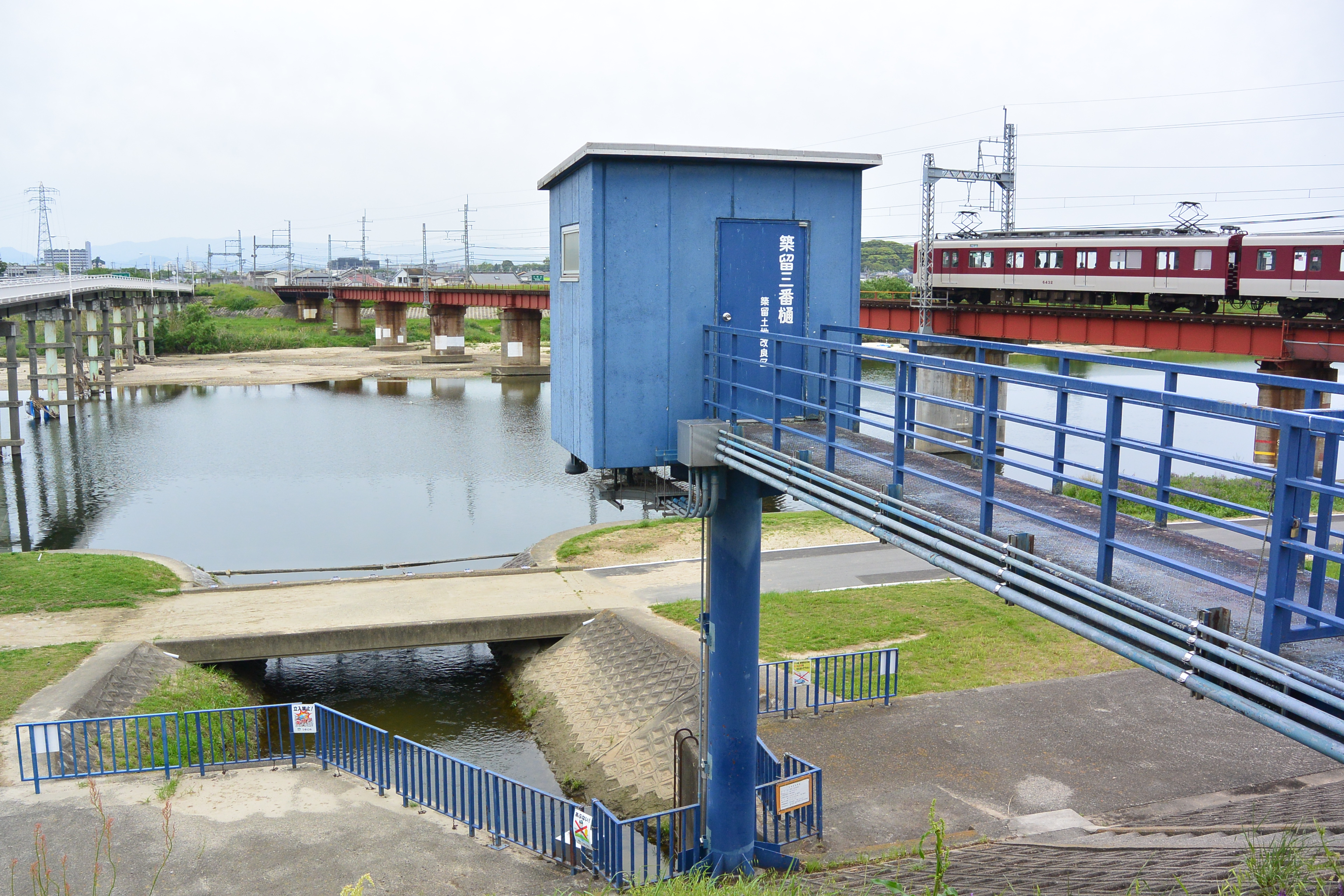
久宝寺川の跡を流れる長瀬川の取水点、この場所は旧大和川へ流れる水を止めるために築かれた堤防で「築留」という地名が残る。電車は近鉄道明寺線
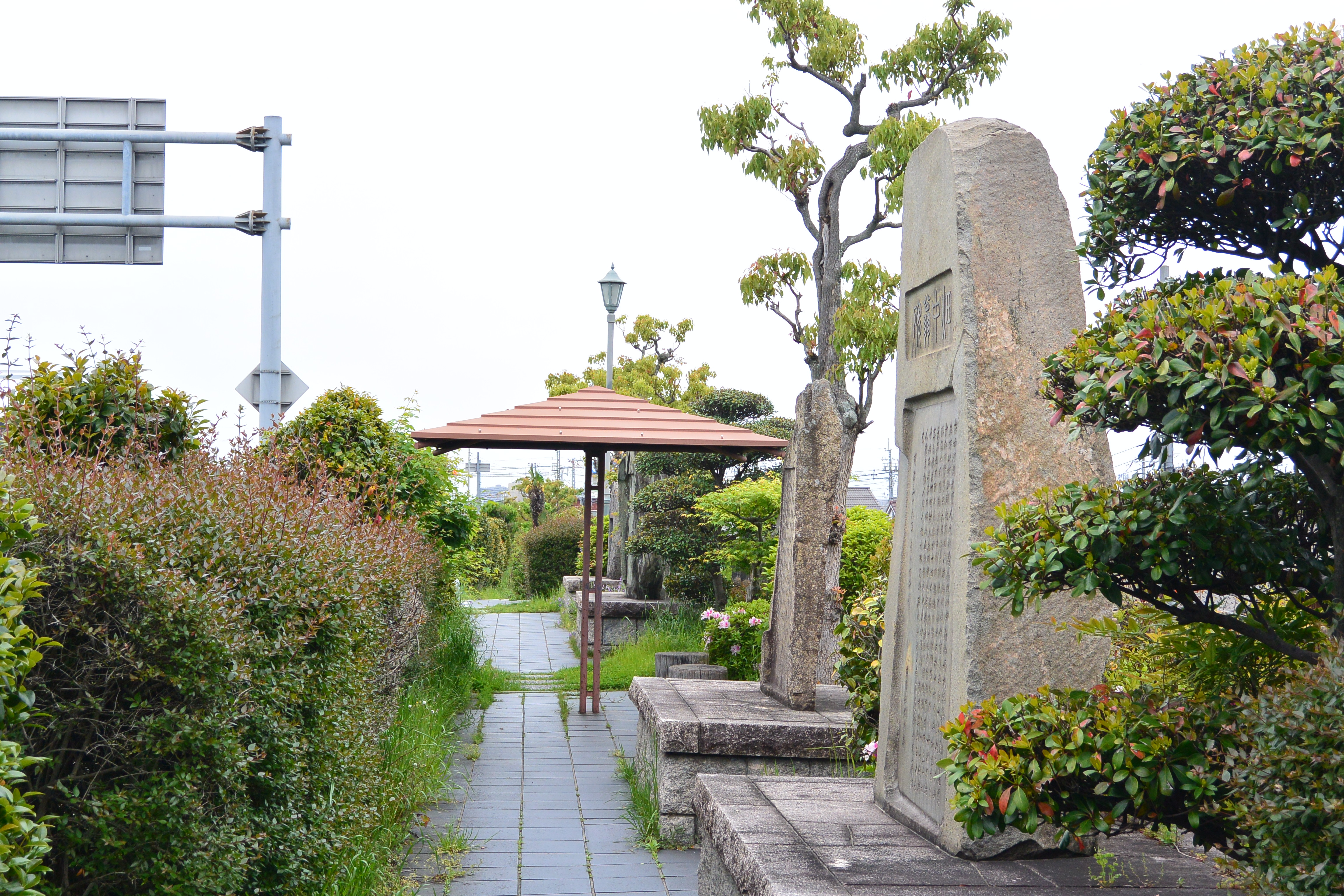
大和川右岸の築留にある「大和川治水記念公園」、記念碑や中甚兵衛の像がある
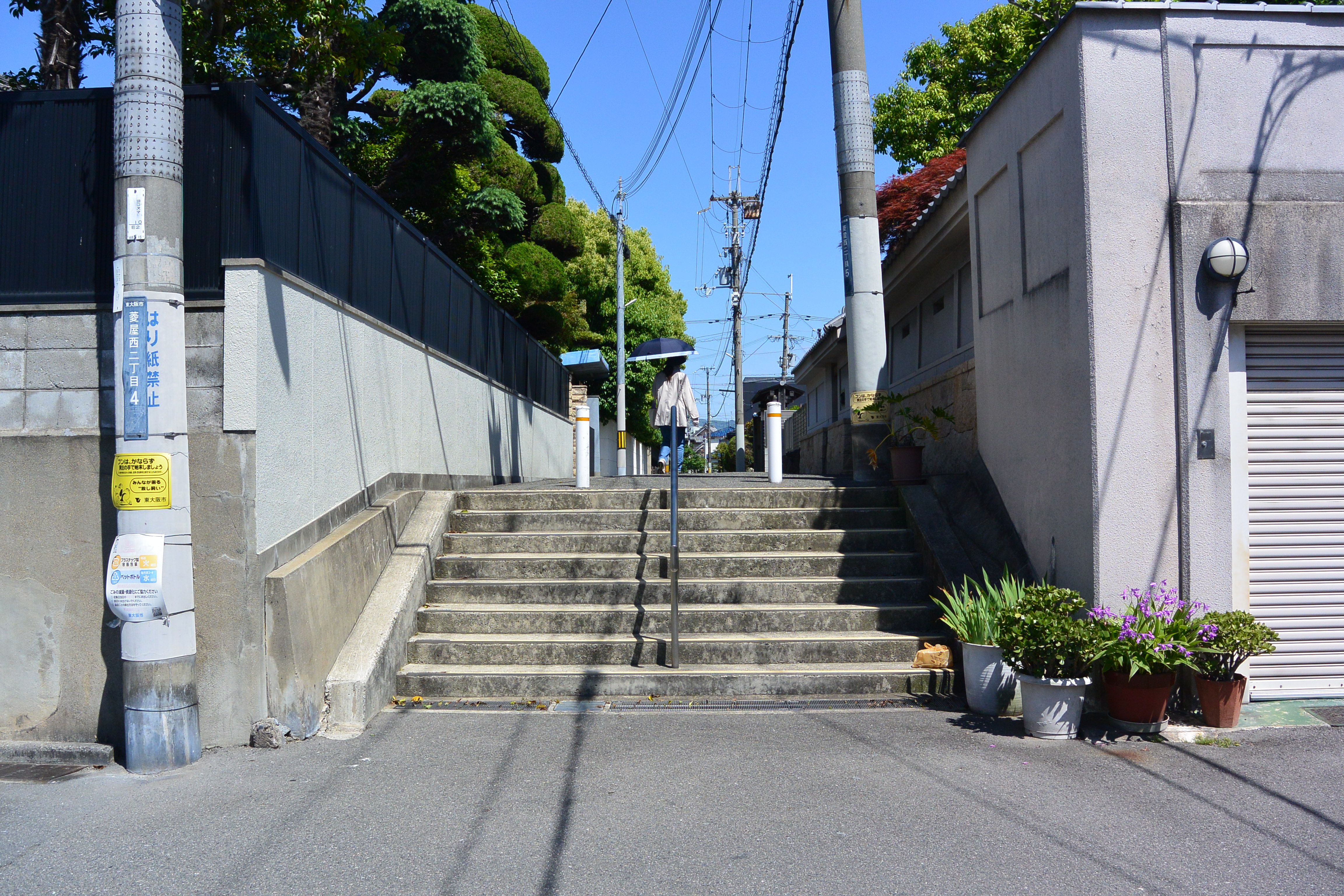
東大阪市菱屋二丁目にある久宝寺川跡の高まりを西から見る、天井川だった久宝寺川の名残で現在の長瀬川はこの高まりの上の約100m東側を流れている